# اللاسلطوية والرأسمالية
الفوضوية (الأناركية) تعرّف عمومًا بأنها الفلسفة السياسية التي تجعل الدولة غير مرغوبة وغير ضرورية وضارة، أو بدلاً من ذلك، كأنها السلطة المعارضة التنظيم الهرمي في إدارة العلاقات الإنسانية. وتعد طبيعة الرأسمالية مسألة استقطابية بين الفوضويين. وعمومًا، يعتبر الباحثون الرأسمالية نظامًا اقتصاديًا يتضمن الامتلاك الخاص لـوسائل الإنتاج وإنتاج السلع أو الخدمات لتحقيق الربح أو الدخل المالي وجمع رأس المال والأسواق التنافسية والتبادل الطوعي والعمل بأجر. وتعرّف المصادر الرأسمالية بأشكال مختلفة، ولا يوجد اتفاق عام بين الباحثين حول التعريف أو حول كيفية استخدام المصطلح كفئة تاريخية. وتنطبق التسمية على حالات تاريخية متنوعة، تختلف من حيث الوقت والجغرافيا والسياسة والثقافة.
لا يعتبر بعض الفوضويين الرأسمالية الفوضوية شكلاً قانونيًا من الفوضوية نتيجة الخصائص الإجبارية المدركة للرأسمالية. ويجادلون بشكل خاص بأن هناك معاملات رأسمالية معينة غير طوعية، وأنه يلزم للحفاظ على البنيان الطبقي للمجتمع الرأسمالي ممارسة أفعال إجبارية بما يخالف مبادئ الفوضوية. ويزعم الرأسماليون الفوضويون أن الرأسمالية هي غياب الإجبار، وبالتالي تتفق تمامًا مع فلسفة الفوضوية. علاوة على ذلك، إنهم يدعون أن الجهود المبذولة لإيقاف ما يرونه تدرجًا طوعيًا لا يتفق مع التقليد الفلسفي للحرية الموجود في الفكر الفوضوي.

## الانتقادات الفوضوية للرأسمالية

### الملكية الخاصة
يوجد جدال حول سؤال الملكية الخاصة والتنظيم الاقتصادي. ويدعي الفوضويون الاجتماعيون أن وجود الملكية يؤدي إلى عبودية الأجر، بينما يدافع فوضويون واشتراكيون فرديون مناهضون للرأسمالية عن الملكية الخاصة والأجور التي يمتلكها ويتحكم بها بشكل مباشر العمال أنفسهم في شكل مؤسسات وشركات تعاونية مملوكة للعمال. وبالنسبة لبرودون، «جمعيات العمال القوية...ستمكن العمال من أن يقرروا معًا عن طريق الانتخابات كيف ستتم إدارة المؤسسة وتشغيلها بصورة يومية.»

### العمل بالأجر
يعارض الفوضويون الفرديون التقليديون، مثل بنيامين تاكر (الذي عرّف فوضويته الفردية الأمريكية على أنها «اشتراكية فوضوية») كل من الرأسمالية والشيوعية الفوضوية. ويدعمون العمل بالأجر طالما يدفع لأصحاب العمل والعمال بالمساواة عن ساعات العمل المتساوية ولا يمتلك أي من الطرفين سلطة على الآخر (تم تطبيق هذا الأسلوب في المستعمرات الفوضوية الفردية الأمريكية، مثل يوتوبيا والذي نظمه يوشيا وارين). وباتباع هذا المبدأ، لا يربح شخص من عمل شخص آخر. وقد وصف بنيامين تاكر الرواتب المدفوعة من خلال هذه العلاقة بين الموظف وصاحب العمل بأنها «المنتج الكامل» للعامل الواحد. وتصور أنه في مثل هذا المجتمع، سيعمل كل عامل لحسابه ويمتلك وسائل إنتاجه الخاصة ويمتلك حرية فسخ عقود التوظيف. وأطلق تاكر على الفوضوية الشيوعية مسمى «الفوضوية الزائفة»، ذلك لأنها تتعارض مع مبدأ الرواتب والملكية الخاصة، ويخشى أن المبادئ الجماعية ستخضع الأفراد لعقلية الجماعة وتسلب من العمال الإنتاج الكامل لعملهم .

تنص ديباجة دستور اتحاد العمال الصناعيين في العالم النقابيين بوضوح على أن:
بدلاً من الشعار المحافظ، «أجر يوم عادل مقابل عمل يوم عادل»، ينبغي أن نكتب على علم الشعار الثوري، «إلغاء نظام الأجر».

### المساواة
يعتقد الكثير من الرأسماليين الفوضويين أن عدم المساواة لا يمثل مشكلة كبيرة طالما يحظى الجميع بـ«تكافؤ الفرص». وقد جادل الرأسمالي الفوضوي موراي روثبارد بأن «الليبرتارية 'اليمينية' لا تتعارض مع عدم المساواة». ويعتقدون أنه بسبب الملكية الذاتية للفرد، فإن أية حرية ممنوحة في سوق حر ستمثل عقدًا طوعيًا (قبول) ويعتقدون بعدم وجود استبدادية في العلاقات الرأسمالية بين الموظف وصاحب العمل في مثل هذه الظروف، «[لا] تشوب العلاقة استبدادية أو ديكتاتورية أو استغلالية. ويطالب الموظفون أصحاب العمل بأن يدفعوا لهم المبالغ المحددة في عقد التوظيف مثلما يطالب أصحاب العمل الموظفين بالالتزام بشروط العقد» 
لقد عرّف موراي روثبارد المساواة على أنها، «س وص» متساويان«إذا كانا متطابقين من حيث صفات محددة...وبذلك، هناك طريقة واحدة فقط يمكن من خلالها أن يكون شخصان» متساويين«بكل ما تحمله الكلمة من معنى: ينبغي أن يكونا متطابقين في جميع صفاتهما». ويجادل بأن، «الناس ليسوا متماثلين...وتتميز أنواع البشر بشكل فريد بدرجة عالية من التنوع والاختلاف والتمايز: باختصار، عدم المساواة». وهذا يتعارض مع مفهوم المساواة بين معظم الفوضويين الشيوعيين والاشتراكيين. ويجادل معظم الفوضويين بأن الحرية بدون مساواة ستمنح ببساطة المزيد من الحرية لهؤلاء الذين هم افتراضيًا «أفضل»، وأن المساواة بدون حرية هي شكل من الظلم.
يعتمد بعض الرأسماليين الفوضويين، الذين يعتبرون أنفسهم جزءًا من التقليد الفوضوي الفردي، على كتابات الفوضويين الفرديين الأوائل، مثل بنيامين تاكر وليزاندر سبونر الذين جادلوا بأن الثروة غير المتساوية لن تساوي مجتمعًا غير متساوٍ. ومع ذلك، قيل إن الفوضويين أعتقدوا أن مساواة الظروف والوصول إلى وسائل الإنتاج وتكافؤ الفرص من شأنها مقاومة أي استبداد محتمل في مجتمع السوق. «أصرّ سبونر وغودوين على أن عدم المساواة مفسدة للحرية. جدير بالذكر أن فوضويتهما موجهة ضد عدم المساواة مثلما هي ضد الاستبداد» و«[بينما] يتفهمان الفوضوية الفردية لسبونر، فإنهما [روثبارد وديفيد فريدمان] يفشلان في ملاحظة أو مراقبة آثارها المساواتية بالشكل المناسب». وقد دافع تاكر بنفسه عن المجتمع الذي يتميز بـ«أكبر قدر من الحرية المتوافقة مع المساواة في الحرية».

## المشكلات الاقتصادية
يعترض بعض الفوضويين على تصوير الاقتصاد على أنه «علم منفصل عن القيمة».
«إن [جميع] قوانين ونظريات الاقتصاد السياسي المزعومة هي في الواقع ليست أكثر من مجرد تصريحات تتسم بالطبيعة التالية:»
"'تضمن أنه يوجد دائمًا في أية دولة عدد كبير من الأشخاص الذين لا يمكنهم استمرار توفير الطعام لمدة شهر أو حتى أسبوعين، دون قبول شروط العمل المفروضة عليهم من الدولة أو المعروضة عليهم من هؤلاء الذين تعتبرهم الدولة ملاك الأراضي أو المصانع أو السكك الحديدية، وغيرها، لذا ستكون النتائج كذا وكذا.'
«وحتى الآن، لم يكن الاقتصاد السياسي للطبقة الوسطى أكثر من مجرد إحصاء لما يحدث في ظل الظروف المذكورة حالاً - دون ذكر الظروف نفسها بوضوح. ومن ثم، بعد وصف الوقائع التي تظهر في مجتمعنا في ظل هذه الظروف، فإنهم يقدموها لنا باعتبارها قوانين اقتصادية صارمة وحتمية.» - الكتيبات الثورية (Revolutionary Pamphlets) لكروبوتكين، ص 179
علاوة على ذلك، تمت الإشارة إلى أنه تاريخيًا عمد المؤرخون إلى تجاهل النظريات الاقتصادية الفوضوية-الشيوعية التي نشرها كروبوتكين وآخرون أو عدم ذكرها عمدًا.
وتوجد في عالم مشكلات العمل الفوضوية مشكلة النظام النقدي. وبينما يعارض جميع الفوضويين النظام النقدي الحالي، فإن هناك خلافًا حول ما إذا كان ينبغي وجود نظام نقدي من عدمه. وقد كان ألكسندر بيركمان ذا توجه فوضوي ضد النظام النقدي. وفي كتابه بعنوان ما الفوضوية؟  (What is Anarchism?)، جادل بيركمان بأن النقود لن تكون ضرورية في المجتمع الفوضوي. في ظل الفوضوية، يتم التعامل مع جميع الوظائف على أنها نافعة للمجتمع بصورة متساوية. وبما أن مفهوم القيمة يختلف من شخص لآخر ولا يمكن تحديده، فقد قيل إنه لا ينبغي أن يكون ثابتًا وأن مشاركة الفرد في المجتمع من خلال وظيفته هي التي تؤهله ليكون جزءًا منه. وفي إطار هذا النظام، يتم توزيع السلع مجانًا دون الحاجة إلى نقود. إن النقود على صورتها الحالية عبارة عن نظام تدرجي، ويكون الاستثناء عندما يحصل الجميع على رواتب متساوية. ولكن، يزداد الجدال حتى يبلغ التساؤل عن الغرض من النقود إذا كان الناس يحصلون على رواتب متساوية. وبالطبع، فإن من يؤيدون ذلك سيلاحظون أيضًا أن النظام النقدي سيتيح المجال أمام البعض لكسب المزيد وخلق نظام طبقي.
لا يعارض كل الفوضويين فكرة النقود. ذلك أن الفوضويين الفرديين والاشتراكيين يرون العملة على أنها شكل ملموس للعمال الذين يحصلون على «الإنتاج الكامل لعملهم». وهم يدعمون الأعمال البنكية الاشتراكية (يدعم بعض الفرديين عدم وجود الأعمال النبكية على الإطلاق للحفاظ على ثبات أسعار الصرف) والعملة المحلية في مقابل العملة الوطنية. ويرى آخرون النقود على أنها ليست أكثر من مجرد مؤشر على تبادل السلع وأن وجودها لن يؤدي بالضرورة إلى خلق نظام طبقي. ويفضل الرأسماليون الفوضويون الأعمال البنكية الحرة حيث تضمن المنافسة بين البنوك انضباط السوق واستقرار الأسعار، لأنها تتطلب عملات صعبة نسبيًا، مثل الذهب بدلاً من النقد الإلزامي.

## وصلات خارجية
- Anarchism, Capitalism, and Anarcho-Capitalism An anarcho-capitalist take on the subject.
- An Anarchist FAQ يشمل حُججًا ضد الرأسمالية.